# Kauguru pagasts
Kauguru pagasts er en territorial enhed i Beverīnas novads i Letland. Pagasten etableredes i 1866, havde 1.579 indbyggere i 2010 og omfatter et areal på 88,90 kvadratkilometer. Hovedbyen i pagasten er Mūrmuiža.